# Hypsiboas caingua
Hypsiboas caingua är en groddjursart som först beskrevs av Gustavo R. Carrizo 1991.  Hypsiboas caingua ingår i släktet Hypsiboas och familjen lövgrodor. IUCN kategoriserar arten globalt som livskraftig. Inga underarter finns listade i Catalogue of Life.